# Гельмут Бастіан
Гельмут Бастіан (нім. Helmut Bastian; 17 листопада 1916, Кіль — 7 березня 1996, Бремен) — німецький підприємець і офіцер, капітан-лейтенант крігсмаріне. Кавалер Лицарського хреста Залізного хреста.

## Біографія
Син адмірала Макса Бастіана. В 1936 році вступив у ВМФ фенріхом. Пройшов підготовку на навчальному кораблі «Горх Фок», легкому крейсері «Емден» і в військово-морському училищі в Мюрвіку. У 1939 році отримав звання лейтенанта. Служив вахтовим офіцером на ескадрених міноносцях, брав участь в бойових операціях в Північному морі і Північній Атлантиці. У 1943 році призначений командиром міноносця «Меве», з яким зробив 115 бойових походів. У середини 1944 року недовго обіймав посаду інструктора в навчальній команді в Плені, а потім був призначений керівником операцій диверсійно-штурмового з'єднання, а також командиром 221-ї диверсійно-штурмової флотилії. Провів кілька успішних операцій проти британського флоту. В кінці війни очолював 4-ту флотилію диверсійно-штурмової дивізії, дислокованої в Нідерландах. На чолі 1500 осіб Бастіану вдалося прорватися до Німеччини і уникнути полону. Після закінчення війни зайнявся бізнесом і в 1948 році заснував пароплавну кампанію «Helmut Bastian».

## Нагороди
- Залізний хрест
  - 2-го класу (6 листопада 1939)
  - 1-го класу (6 вересня 1943)
- Нагрудний знак есмінця (10 листопада 1940)
- Німецький хрест в золоті (9 червня 1944)
- Лицарський хрест Залізного хреста (3 листопада 1944)